# Liste der Bürgermeister von Kapstadt
Diese Liste der Bürgermeister von Kapstadt gibt einen Überblick über die Bürgermeister der Gemeinde Kapstadt. Die Amtsbezeichnungen wechselten im Verlauf der Verwaltungsgeschichte dieser Stadt.

## AmtsbezeichnungChairman
- Michiel van Breda (1840–1844)
- J. J. L. Smuts (1844–1848)
- Hercules Crosse Jarvis (1848–1860)
- D. G. van Breda (1860)
- Gillis J. de Korte (1860–1862)
- W. Herman (1862–1863)
- Thomas Watson (1863)
- Joseph Barry (1863–1865)
- D. G. van Breda (1865–1866)

## AmtsbezeichnungMayor(seit 1867)
- Gillis J. de Korte (1866–1871)
- Philip Stigant (1871–1872)
- Gillis J. de Korte (1872–1874)
- Philip Stigant (1874–1875)
- P. U. Leibbrandt (1875–1876)
- Charles Lewis (1876–1877)
- John Philip (1877–1878)
- Jan Christiaan Hofmeyr (1878–1879)
- Petrus Kotze (1879–1881)
- William Fleming (1881–1883)
- Charles Lewis (1883–1884)
- Philip Stigant (1884–1885)
- Thomas James Campbell Inglesby (1885–1886)
- John Woodhead (1886–1887)
- Thomas O’Reilly (1887–1888)
- John Woodhead (1888–1889)
- David Christiaan de Waal (1889–1890)
- David Pieter de Villiers Graaff (1890–1892),  später Minister of Public Works and Finance
- Johan Mocke (1892–1893)
- John Woodhead (1893–1894)
- George Smart (1894–1895)
- James Attwell (1895–1896)
- John Woodhead (1896–1897)
- Herman Boalch, (1897–1898)
- Thomas Ball (1898–1900)
- Thomas O’Reilly (1900–1901)
- William Thorne (1901–1904)
- Hyman Liberman (1904–1907)
- William Duncan Baxter (1907–1908)
- Frank Smith (1908–1912)
- Harry Hands (1912–1913)

## AmtsbezeichnungMayor of Greater Cape
- John Parker (1913–1915)
- Harry Hands (1915–1918)
- William J. Thorne (1918–1920)
- William Gardener (1920–1922)
- Ryno J. Verster (1922–1925)
- William Fish (1925–1927)
- Andrew Reid (1927–1929)
- Alfred Lewis (1929–1931)
- Henry Stephan (1931–1933)
- Louis Gradner (1933–1935)
- James Low (1935–1937)
- W. C. Foster (1937–1939)
- Wilfred Brinton (1939–1941)
- Walter James (1941–1943)
- Ernest Nyman (1943–1945)
- Abe Bloomberg (1945–1947)
- Herbert Gearing (1947–1949)
- Charles Booth (1949–1951)
- Fritz Sonnenberg (1951–1953)
- Arthur Keen (1953–1955)
- Pieter Wolmarans (1955–1957)
- John Orville Billingham (1957–1959)
- Joyce Newton Thompson (1959–1961) (erste Frau in diesem Amt)
- Alfred Honikman (1961–1963)
- William Peters (1963–1965)
- Walter Gradner (1965–1967)
- Gerald Ferry (1967–1969)
- Jan Dommisse (1969–1971)
- David Bloomberg (1971–1973)
- Richard Friedlander (1973–1975)
- John Tyers (1975–1977)
- Edward Mauerberger (1977–1979)
- Louis Kreiner(1979–1981)
- M. J. van Zyl (1981–1983)
- Sol Kreiner (1983–1985)
- Leon Markowitz (1985–1987)
- Peter Muller (1987–1989)
- Gordon Oliver (1989–1991)
- Frank van der Velde (1991–1993)
- Clive Keegan (1993)
- Patricia Kreiner (1993–1995)

## Übergang mit den Wahlen von 1994
Mit dem Local Government Transition Act (Act No. 209 / 1993) wurde die Grundlage für eine administrative Neugliederung des Landes gelegt. Der Minister of Local Government hatte 1994 die Bildung des Western Cape Metropolitan Area erklärt.

### Transitional Council, 1995–1996 (Mai)
Das Transitional Council erhielt durch die Proclamation 18/1995 in der Provincial Gazette No. 4929 eine rechtliche Basis und nahm am 1. Februar 1995 seine Tätigkeit auf. Diese dauerte bis zu seiner Auflösung am 28. Mai 1996 an (Proclamation 27/1996 in der Provincial Gazette No. 5051 und Proclamation 147/1995 in der Provincial Gazette No. 5002). Am 29. Mai 1996 fanden Regionalwahlen statt.
- William Bantom (1995–1996), NP

## Metropolitan Local Council, 1996 (Juni)-2000
Nach den Regionalwahlen vom 29. Mai 1996 wurde die Metropolregion Kapstadt in sechs Unterdistrikte gegliedert und an der Spitze dieser administrativen Struktur stand das Cape Metropolitan Council. Es kam zur Bildung der Gemeinden Central Substructure (City of Cape Town Municipality), Tygerberg Substructure, Southern Substructure (South Peninsula), Northern Substructure (Blaauwberg), Eastern Substructure (Oostenberg) und Helderberg Substructure. Diese Verwaltungseinheiten waren selbstverwaltete Distrikte mit eigenen Bürgervertretungen und Bürgermeistern.

### Cape Metropolitan Council (CMC)
Vertretungskörperschaft der Cape Town Metropolitan Area
- William Bantom (1996–2000), NP, NNP
- Attie Adriaanse (2000), NNP

### City of Cape Town Municipality (Central Substructure)
- Theresa Solomons (1996–1998), ANC
- Nomaindia Mfeketo (1998–2000), ANC

## City of Cape Town Metropolitan Council (Unicity) seit 2000
Nach den Regionalwahlen vom 5. Dezember 2000 in Western Cape wurde das Cape Town Metropolitan Area zur Metropolgemeinde City of Cape Town (Unicity) umgewandelt. Dieser Übergang vollzog sich auf der Grundlage des Local Government: Municipal Structures Act (Act No. 117 / 1998). Hierbei wurden die früheren Municipalities Cape Town, South Peninsula, Helderberg, Tygerberg, Oostenberg und Blaauwberg zusammengeführt sowie die Tätigkeit des Cape Metropolitan Council beendet. Die Abwicklung wurde am 4. Dezember verfügt (Proclamation 479/2000 in der Provincial Gazette No. 5588).
- Peter Marais (Dezember 2000–November 2001), NNP
- Gerald Morkel (November 2001–Oktober 2002), NNP
- Nomaindia Mfeketo (Oktober 2002–März 2006), ANC
- Helen Zille (März 2006–Juni 2009), DA
- Dan Plato (2009–2011), DA
- Patricia de Lille (2011–2018), DA
- Dan Plato (seit November 2018), DA